# Stefan Laube
Stefan Laube (* 1964 in Hagen) ist ein deutscher Kulturwissenschaftler und Historiker. Er lehrt am Institut für Kulturwissenschaft der Humboldt-Universität zu Berlin und forscht an der Herzog August Bibliothek in Wolfenbüttel.

## Leben
Laube studierte an der Universität München Geschichte, Philosophie, Politik und Kunstgeschichte und wurde dort 1997 mit einer Arbeit über „Fest, Religion und Erinnerung im Königreich Bayern“ promoviert. In den folgenden Jahren untersuchte er als Mitglied einer Forschergruppe die Unternehmensgeschichte von Versicherungsgesellschaften im NS-Regime; zunächst im Auftrag der Allianz Versicherungs AG, dann im Auftrag der Unabhängigen Expertenkommission Schweiz – Zweiter Weltkrieg.
Als wissenschaftlicher Mitarbeiter war Laube von 2000 bis 2003 bei der Stiftung Luthergedenkstätten in Sachsen-Anhalt und von 2007 bis 2009 am Hermann von Helmholtz-Zentrum für Kulturtechnik tätig. 2010 habilitierte er sich an der Berliner Humboldt-Universität mit der Schrift „Von der Reliquie zum Ding. Heiliger Ort – Wunderkammer – Museum“ und erhielt die Lehrberechtigung im Fachbereich Kulturwissenschaft.
Seit 2000 forscht Laube im Rahmen zahlreicher Projekte und Fellowships zur Kulturgeschichte, die bis ins späte Mittelalter zurückreicht und die Aussagekraft von Ding- und Bildquellen besonders berücksichtigt. Er  erforscht an der Herzog August Bibliothek in Wolfenbüttel die Bildsprache der Alchemie.
Neben seinen Buchveröffentlichungen schreibt Laube für die Frankfurter Allgemeine Zeitung und die Süddeutsche Zeitung. 2012 schrieb er in der FAZ über den prekären Status von Privatdozenten an deutschen Universitäten und entfachte damit eine Kontroverse. 

## Veröffentlichungen (Auswahl)

### Als Autor
- Fest, Religion und Erinnerung. Konfessionelles Gedächtnis im Königreich Bayern. C.H. Beck, München 1999, ISBN 3-406-10699-4.
- mit Lucas Chocomeli, Kristin D’haemer, Stefan Karlen, Daniel C. Schmid: Schweizerische Versicherungsgesellschaften im Machtbereich des „Dritten Reichs“. 2 Bände. Hrsg. von der Unabhängigen Expertenkommission Schweiz – Zweiter Weltkrieg. Chronos, Zürich 2002, ISBN 978-3-0340-0612-5.
- Das Lutherhaus Wittenberg. Eine Museumsgeschichte. Evangelische Verlagsanstalt, Leipzig 2003, ISBN 3-374-02052-6.
- Von der Reliquie zum Ding. Heiliger Ort – Wunderkammer – Museum. Habilitationsschrift. Akademie-Verlag, Berlin 2011, ISBN 978-3-05-004928-1.
- Objekte im Duell. Streifzüge durch Berliner Museen. Wagenbach, Berlin 2019, ISBN 978-3-8031-1340-5.
- Der Mensch und seine Dinge. Eine Geschichte der Zivilisation. Hanser, München 2020, ISBN 978-3-446-26824-1.

### Als Herausgeber
- mit Karl-Heiz Fix: Reformationserinnerung und Lutherinszenierung. (Schriftenreihe der Stiftung Luthergedenkstätten in Sachsen-Anhalt 2), Evangelische Verlagsanstalt, Leipzig 2002, ISBN 3-374-01999-4.
- mit Petra Feuerstein-Herz: Goldenes Wissen. Die Alchemie – Substanzen, Synthesen, Symbolik. Ausstellungskatalog der Herzog August Bibliothek Wolfenbüttel Nr. 98. Harrassowitz in Kommission, Wiesbaden 2014, ISBN 978-3-447-10251-3.
- Medium & Magie. Wandlung und Wirkung in der Aufklärung. Themenheft im Auftrag der Deutschen Gesellschaft zur Erforschung des 18. Jahrhunderts. In: Das Achtzehnte Jahrhundert 43/2, Wallstein, Göttingen 2019.